# هوارد بليك
هوارد بليك (بالإنجليزية: Howard Blake)‏ هو مؤلف موسيقى تصويرية وملحن بريطاني، ولد في 28 أكتوبر 1938 في لندن في المملكة المتحدة.

## وصلات خارجية
- هوارد بليك على موقع IMDb (الإنجليزية)
- هوارد بليك على موقع ميوزك برينز (الإنجليزية)
- هوارد بليك على موقع أول ميوزيك (الإنجليزية)
- هوارد بليك على موقع ديسكوغز (الإنجليزية)
- هوارد بليك على موقع قاعدة بيانات الفيلم (الإنجليزية)